# Henri IV de Lichtenau
Heinrich IV von Lichtenau (né en 1444 à Mindelheim, mort le 12 avril 1517 à Dillingen an der Donau) est le 56e évêque d'Augsbourg de 1505 à sa mort.

## Biographie
Henri est issu de la famille noble de Lichtenau, qui a sa maison ancestrale dans un château-fort près de Mindelzell et est dès son plus jeune âge chanoine de l'abbaye de Wiesensteig. Après avoir obtenu son baccalauréat et son doctorat aux universités de Fribourg-en-Brisgau et de Pavie, il est chanoine de la cathédrale d'Augsbourg à partir de 1473. En 1477, il est nommé Officialis, en 1485 vicaire général et en 1493 prêtre de Pfaffenhausen.
Après la mort de son prédécesseur Frédéric II de Zollern en 1505, Lichtenau est ordonné évêque la même année dans la basilique Saint-Pierre de Dillingen par le prince-évêque d'Eichstätt Gabriel von Eyb. Aussitôt il ordonne la construction du château de Zusmarshausen (de) et du nouveau château de Marktoberdorf (de). Le château de Dillingen est transformé d'un château fort médiéval en un château de style gothique.
Pendant son épiscopat, Lichtenau fait de nombreuses visites pour s'assurer de la discipline de son clergé, comme celui de l'abbaye Notre-Dame de Feuchtwangen (de) lors de la première. En 1506, il tient son premier synode.
En 1514, il choisit comme conseiller Jakob Henrichmann.
Peu de temps avant sa mort, Lichtenau, en consultation avec le chapitre de la cathédrale, choisit comme coadjuteur Christophe de Stadion, à qui le pape Léon X confie le droit de succession le 10 avril 1517 ; Lichtenau est déjà gravement malade. Deux jours plus tard, Lichtenau meurt à Dillingen, est autopsié par le médecin de la ville d'Augsbourg Ambrosius Jung et enterré dans une chapelle de la cathédrale d'Augsbourg.